# هان-سول-چول
هان-سول-چول (انگلیسی: Han Soon-chul؛ زادهٔ ۳۰ دسامبر ۱۹۸۴) بوکسور اهل کره جنوبی است.